# Runbow
Runbow è un videogioco a piattaforme bidimensionali, concentrato sulla modalità multigiocatore, ma disponibile anche in singolo giocatore.
Il videogioco è stato distribuito per Wii U da 13AM Games il 27 agosto 2015 in America del Nord, il 3 settembre 2015 in Europa, il 23 ottobre 2015 in Australasia ed infine il 25 novembre 2015 in Giappone.

## Modalità di gioco
Il gioco è focalizzato principalmente sulla modalità multigiocatore in cui i giocatori devono sfidarsi l'uno contro l'altro per arrivare primi al trofeo collocato al termine del livello. I personaggi possono eseguire un doppio salto ed utilizzare diversi attacchi per sconfiggere i nemici lungo le varie piattaforme oppure per avanzare più velocemente durante un salto. Lo sfondo di ogni livello cambia costantemente tra un ciclo di colori, portando così alla formazione di ostacoli dello stesso colore, come blocchi o trappole appuntite. Utilizzando la connettività tra il Wii Remote ed il Nunchuk o il Classic controller, il gioco diventerà in grado di supportare fino a nove giocatori contemporaneamente. Sono presenti anche altre caratteristiche tra le quali i trofei, sfida al tempo, una modalità speciale chiamata "Master the Bowhemoth", un'altra dedicata alla personalizzazione dei personaggi e le restanti che non sono basate sulle gare, sono "King of the Hill" ed "Arena".

## Sviluppo
Il gioco venne annunciato per la prima volta il 24 ottobre 2014, dove 13AM Games confermò che il gioco sarebbe stato "una sorta di Mario Kart". Il titolo venne mostrato anche al Game Developers Conference del 2015, rivelando i nomi dei personaggi, Hue e Val.
Il 13 aprile 2015, sempre gli sviluppatori svelarono che sarebbero stati presenti all'interno del gioco alcuni personaggi ospiti: Shovel Knight dall'eponimo Shovel Knight, Rusty da SteamWorld Dig, Juan e Tostada da Guacamelee!, Swift Thornebrooke da Sportsball, Scram Kitty da Scram Kitty and His Buddy on Rails assieme a CommanderVideo e CommandgirlVideo provenienti dalla serie Bit.Trip. Altri personaggi sono stati confermati l'11 agosto 2015, Gunvolt da Azure Striker Gunvolt, Teslamancer da Teslagrad, Clone da Stealth Inc., A.R.I.D. da The Fall, Xeodrifter dall'eponimo Xeodrifter, Princess da Chariot, Max da Mutant Mudds, Drifter da Hyper Light Drifter e la mascotte giapponese di Unity, Unity-chan. Dal 15 giugno 2015 al 23 giugno 2015, è stata rilasciata una versione beta del gioco sul Nintendo eShop assieme ad altri 8 titoli indie.